# منبع (فیلم ۲۰۰۲)
«منبع» (انگلیسی: The Source (2002 film)) فیلمی در ژانر علمی–تخیلی است که در سال ۲۰۰۲ منتشر شد.